# Kurt Kasznar
Kurt Kasznar, gebürtig Kurt Serwicher oder Kurt Servicher, (* 12. August 1913 in Wien, Österreich-Ungarn; † 6. August 1979 in Santa Monica, Kalifornien) war ein österreichisch-amerikanischer Schauspieler.

## Leben
Mit zehn Jahren stand er bereits vor einer Filmkamera an der Seite von Max Linder. Er arbeitete bis zu seinem 18. Lebensjahr im Salzburger Restaurantbetrieb seines Stiefvaters Ferdinand Kasznar (1871–1939). Am Max-Reinhardt-Seminar in Wien ließ er sich zum Schauspieler ausbilden.
1933, ein Jahr nach seinem Debüt, ging er an das Schauspielhaus Zürich. 1935 folgte er der Einladung von Max Reinhardt in die USA, Kasznar kehrte dann aber noch einmal zurück und wirkte 1936 bei den Salzburger Festspielen mit. Im Januar 1937 ging er wieder in die USA, um ein Angebot in dem Film The Eternal Road wahrzunehmen. Erst der Anschluss Österreichs 1938 bewirkte, dass Kasznar endgültig in den USA blieb. Er trat an New Yorker Bühnen auf, heiratete die wohlhabende Amerikanerin Cornelia Wooley und wurde amerikanischer Staatsbürger. 1940/41 inszenierte und produzierte er das Theaterstück Crazy With the Heat.
1941 wurde er zur US-Armee eingezogen. Er arbeitete als Kameramann und Berichterstatter im Pazifik. Kasznar gehörte zu dem Team, das die japanische Kapitulation an Bord der Missouri aufnahm. Im Juni 1943 brachte er den Einakter First Cousin zur Aufführung, an dem er auch als Co-Autor beteiligt war.
Ab 1948 spielte er wieder regelmäßig am Broadway. 1951 begann er seine eigentliche Karriere als Filmschauspieler. Er verkörperte zwielichtige, skurrile, manchmal auch komische Figuren. Seine Rolle in dem Film Mein Sohn entdeckt die Liebe brachte ihm 1953 eine Nominierung für den Golden Globe Award als Bester Nebendarsteller ein. In den 1960er Jahren wurde er vor allem Fernsehschauspieler, der in zahlreichen Serien mitwirkte. Insgesamt umfasst sein filmisches Schaffen mehr als 85 Film- und Fernsehproduktionen bis 1978.
Nach dem Tod seiner ersten Frau 1948 war er von 1950 bis zur Scheidung 1958 mit der Schauspielerin Leora Dana verheiratet. Aus seiner ersten Ehe stammt die Journalistin Susan Kasznar. Er starb 1979 im Alter von 66 Jahren an einer Krebserkrankung.

## Filmografie (Auswahl)
- 1924: Max, der Zirkuskönig
- 1951: Begegnung in Tunis (The Light Touch)
- 1952: Talk About a Stranger
- 1952: Männer machen Mode (Lovely to Look At)
- 1952: Mein Sohn entdeckt die Liebe (Sacré Printemps…)
- 1952: Stadt der Illusionen (The Bad and the Beautiful)
- 1953: Lili
- 1953: Sombrero
- 1953: Verwegene Gegner (Ride, Vaquero!)
- 1953: Küß mich, Kätchen! (Kiss Me Kate)
- 1953: Die schwarze Perle (All the Brothers Were Valiant)
- 1953: Eine Chance für Suzy (Give a Girl a Break)
- 1954: Das Tal der Könige (Valley of the Kings)
- 1954: Damals in Paris (The Last Time I Saw Paris)
- 1955: Die Hölle von Dien Bien Phu (Jump into Hell)
- 1955: Meine Schwester Ellen (My Sister Eileen)
- 1955: Insel der Leidenschaft (Flame of the Islands)
- 1956: Broadway-Zauber (Anything Goes)
- 1957: In einem anderen Land (A Farewell to Arms)
- 1957: Die Stadt der Verlorenen (Legend of the Lost)
- 1958: Helden
- 1958: Frauensee
- 1959: Die Reise (The Journey)
- 1959: Serenade einer großen Liebe (For the First Time)
- 1961, 1963: Gnadenlose Stadt (Naked City, Fernsehserie, 2 Folgen)
- 1963: 55 Tage in Peking (55 Days at Peking)
- 1967: Solo für O.N.C.E.L. (The Man from U.N.C.L.E., Fernsehserie, 1 Folge)
- 1967: Meine drei Söhne (My Three Sons, Fernsehserie, 1 Folge)
- 1967: Casino Royale
- 1967: Die tollen Abenteuer der schönen Pauline (The Perils of Pauline)
- 1967: Der Pirat des Königs (The King’s Pirate)
- 1967: Wenn Killer auf der Lauer liegen (The Ambushers)
- 1968: Ihr Auftritt, Al Mundy (It Takes a Thief, Fernsehserie, 1 Folge)
- 1968–1970: Planet der Giganten (Land of the Giants, Fernsehserie, 51 Folgen)
- 1970: Die Leute von der Shiloh Ranch (The Virginian, Fernsehserie, 1 Folge)
- 1972: FBI (The F.B.I., Fernsehserie, 1 Folge)
- 1975: Barnaby Jones (Fernsehserie, 1 Folge)
- 1977: Wonder Woman (Fernsehserie, 1 Folge)
- 1978: Suddenly, Love (Fernsehfilm)